# Sân bay Hòa Lạc
Sân bay Hòa Lạc là một sân bay quân sự (hiện nay đã dành cho trực thăng) nằm ở huyện Thạch Thất và thị xã Sơn Tây, tỉnh Hà Tây cũ. Năm 2008, khi Hà Tây hợp nhất Hà Nội, đây trở thành sân bay thứ 3 của thủ đô sau Sân bay Gia Lâm và Sân bay quốc tế Nội Bài.

## Hạ tầng
Sân bay có 3 đường băng, mỗi đường bay dài khoảng 2200 m.

## Hoạt động
Hiện nay sân bay được dùng làm sân bay quân sự.
Năm 2010, trong sự kiện 1000 năm Thăng Long, sân bay được dùng để diễn tập diễu binh.